# Géographie du Portugal
Le Portugal se trouve à l'extrémité de l'Europe continentale, également le plus vieux pays d'Europe, le territoire portugais constitue une sorte de rectangle large de 160 km en moyenne et long de 560 km.
Il se situe entre les 42e et 36e parallèles nord. Avec ses 88 944 km2 (92 080 km2 en ajoutant les archipels atlantiques des Açores et de Madère).
C'est un pays de dimensions modestes, environ six fois plus petit que la France.

## Relief

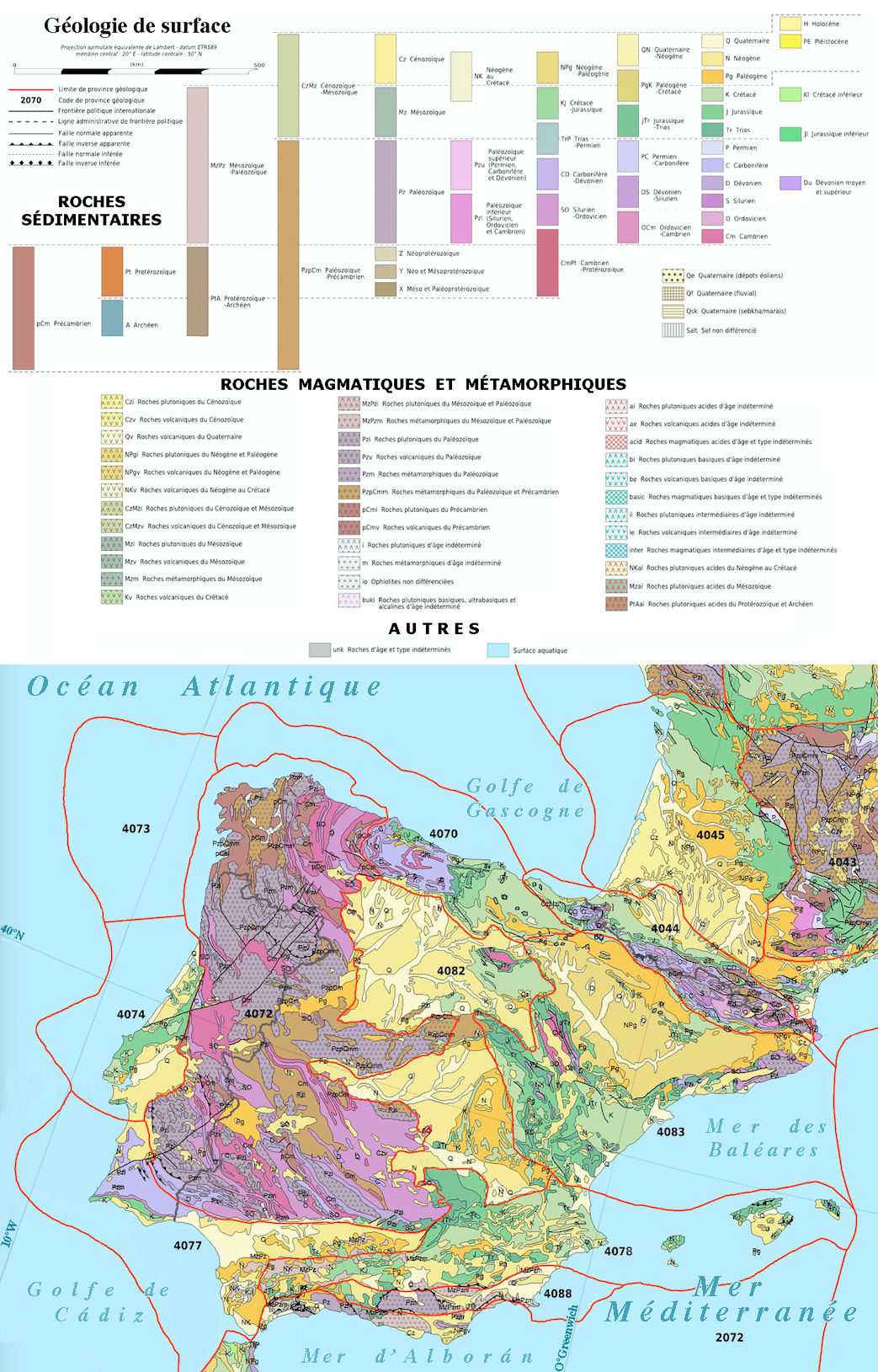
Géologie du Portugal et de la péninsule ibérique

De part et d'autre de la large vallée sédimentaire où s'écoule le Tage jusqu'à la mer de Paille (située en face de Lisbonne), le Portugal, qui n'a pas de frontières naturelles marquées avec son unique voisin, prolonge en réalité le relief de l'Espagne jusqu'à l'océan Atlantique.
Au sud du Tage, environ deux tiers des terres ont une altitude inférieure à 200 m ; de vastes plaines très peu ondulées continuent le massif de la Meseta andalouse jusqu'à l'Atlantique.
Par opposition, au nord du Tage, sans que l'on rencontre de sommets très élevés (le point culminant du Portugal continental, le Malhão da Estrela, dans la serra da Estrela, atteint à peine les 2 000 m), le relief y est beaucoup plus montagneux, puisque seulement le tiers se trouve à moins de 200 m, mais il est surtout très cloisonné et entaillé de profondes vallées. Ce relief a dans toute l'histoire rendu les déplacements difficiles. Les lourds plateaux de roches cristallines, qui prolongent la Meseta de la Vieille-Castille et le Système central (toutes deux espagnoles), puis l'étroite couverture sédimentaire qui les borde jusqu'à l'océan, ont été surélevés lors de la surrection de la chaîne Bétique à l'ère tertiaire. Les roches, très rigides, se sont brisées en compartiments de hauteurs inégales, tandis que les fleuves ont creusé des gorges profondes.

## Hydrographie
Les principaux cours d'eau sont du nord au sud :
- le Minho
- le Douro
- le Tage (Tejo)
- le Guadiana.

Ils se jettent dans l'océan Atlantique au Portugal et prennent tous (sauf le Mondego et le Sado) leur source en Espagne. Leur profil accidenté, leur débit très irrégulier, est caractérisé par de sévères étiages.
En exemple, on peut prendre le Tage, à 150 kilomètres de son embouchure. Pendant l'été 1945, seulement 1 m3/s et 14 200 m3/s en février 1979. Cela rend les fleuves portugais inaptes à la navigation. Si les portions aval du Tage, du Mondego, ou encore du Sado, sont utilisées pour l'irrigation, les sections en amont sont souvent trop encaissées pour les utiliser. Ces cours d'eau sont en revanche très utilisés pour produire de l'énergie électrique. Ils constituent même, grâce aux barrages, l'unique source d'énergie du pays, hormis l’énergie issue de la mer, solaire et éolienne.
Voir aussi : Liste des cours d'eau du Portugal

## Environnement
- Ressources naturelles : poisson, forêt de chêne-liège, tungstène, minerai de fer, minerai d'uranium, marbre, terres cultivables, puissance hydraulique
- Utilisation de la terre :
  - terres cultivables : 26 % (23 000 km2)
  - terres cultivées : 6 300 km2
    -  dont terre irriguée : 6 300 km2 (environ)

  - récoltes permanentes : 9 %
  - pâturages permanents : 9 %
  - forêts et région boisée : 36 %
  - autre : 20 %

## Autres informations
- Villes du Portugal
- Coordonnées géographiques : 39° 30′ N, 8° 00′ O
- Aires :
  - totale : 92 080 km2
  - eau : 440 km2
- Frontières :
  - totale : 1 214 km
  - pays voisins : Espagne
- Côtes : 1 793 km
- Territoire maritime :
  - plateau continental : 200 m sous le niveau de la mer
  - zone économique exclusive : 200 milles marins
  - eaux territoriales : 12 milles marins
- Altitudes extrêmes :
  - point le plus bas: océan Atlantique 0 m
  - point le plus haut : Ponta do Pico dans l'île de Pico aux Açores 2 351 m
  - point le plus haut (continent) : Torre dans le massif de la Serra da Estrela avec 1 993 m